# Nightfall
Nightfall är Candlemass andra studioalbum, utgivet den 9 november 1987. Musikvideon till låten "Bewitched" regisserades av Jonas Åkerlund. 2001 återutgavs albumet med en bonusskiva.

## Låtlista
Alla sånger skrivna av Leif Edling, utom #6 av Frédéric Chopin och #10 av Mike Wead.
1. "Gothic Stone" – 1:00
2. "The Well of Souls" – 7:16
3. "Codex Gigas" – 2:20
4. "At the Gallows End" – 5:48
5. "Samarithan" – 5:30
6. "Marche Funebre" – 2:22
7. "Dark Are the Veils of Death" – 7:08
8. "Mourners Lament" – 6:10
9. "Bewitched" – 6:38
10. "Black Candles" – 2:18

## Bonusskiva 2001
1. "Bewitched" (Demo) – 7:10
2. "Battlecry" (Demo) – 6:08
3. "The Well of Souls" (Live) – 5:16
4. "Dark Are the Veils of Death" (Live) – 4:08
5. "At the Gallows End" (Studio Outtake) – 5:50
6. "Mourners Lament" (Studio Outtake) – 5:36
7. "Interview" – 24:21
8. "Bewitched" (Video) – 7:34

## Medverkande musiker
- Leif Edling - basgitarr
- Messiah Marcolin - sång
- Mats "Mappe" Björkman - kompgitarr
- Lars Johansson - sologitarr
- Jan Lindh - trummor